# ابرخوشه کهکشانی
ابرخوشه‌ها (به انگلیسی: Supercluster) گروه‌های بزرگی متشکل از گروهای کهکشانی و خوشه‌های کهکشانی کوچک‌تر هستند و یکی از بزرگ‌ترین ساختارهای کشف‌شده در کیهان هستند.